# دیوید تاونسند (ورزشکار)
دیوید تاونسند (انگلیسی: David Townsend; ۲۸ اوت ۱۹۵۵ – ) قایقران روئینگ اهل بریتانیا بود.
وی در مسابقات کشوری و بین‌المللی در مجموع برندهٔ ۲ مدال برنز شده‌است.